# بلماور، نیوجرسی
بلماور (به انگلیسی: Bellmawr) شهری در ایالت نیوجرسی کشور ایالات متحده آمریکا است که جمعیت آن در سرشماری سال ۲۰۱۰ میلادی، ۱۱٬۵۸۳ نفر بوده‌است.